# Austrochilus manni
Austrochilus manni – gatunek pająka z rodziny Austrochilidae.
Gatunek ten opisany został w 1955 roku przez Willisa J. Gertscha i Hildegarda Zapfego Cavanillasa na podstawie pojedynczego samca, odłowionego w 1951 roku. Samica opisana została w 1987 roku przez Normana I. Platnicka w ramach rewizji współautorstwa Raymonda Forstera i Michaela R. Graya, na podstawie 3 okazów odłowionych w 1984 roku.
Holotypowy samiec ma 10,65 mm długości ciała przy karapaksie długości 5,8 mm i szerokości 4,2 mm. Jedna z samic ma 9,04 mm długości ciała przy karapaksie długości 4,03 mm i szerokości 3,17 mm. Barwa karapaksu jest matowożółta ze śniadobrązowymi, szerokimi, ząbkowanymi przepaskami bocznymi oraz śniadobrązową, wąską przepaską środkową, ciągnącą się od oczu tylno-środkowych do końca części tułowiowej i obejmującą trzy ciemne paski podłużne, ciągnące się od wspominanych oczy do połowy długości części głowowej. Nadustek jest sześciokrotnie wyższy od oczu pary przednio-środkowej. Ubarwienie szczękoczułków jest brązowe, endytów ciemnobrązowe z białym przodem i żółtym tyłem, wargi dolnej ciemnobrązowe z białym przodem, a sternum śniadobrązowe z ciemniejszymi znakami. Żółte odnóża mają po cztery ciemne obrączki na udach, po trzy na goleniach, przyciemnione rzepki. Stopy i nadstopia są rudobrązowe, u samic ze słabo zaznaczonymi ciemnymi obrączkami w przypadku tylnych par. Opistosoma (odwłok) jest śniadofioletowawobrązowa z jaśniejszymi kropkami.
Nogogłaszczki samców cechuje, podobnie jak u A. melon, A. schlingeri i A. forsteri, pasmo zesklerotyzowanego oskórka przebiegające retrolateralnie na konduktorze, przy czym pasmo to jest znacznie węższe niż u A. melon. Ponadto A. forsteri różni się od A. melon cienkim i falistym embolusem. Samicę charakteryzuje epigynum o trapezowatej sklerotyzacji między otworami przednich i tylnych spermatek znacznie szerszej niż u A. manni.
Pająk neotropikalny, endemiczny dla północno-środkowego Chile, znany z regionów Valparaíso, Maule i Metropolitalnego. Spotykany w lasach i na pobrzeżach strumieni, na rzędnych 330–580 m n.p.m.